# مسو

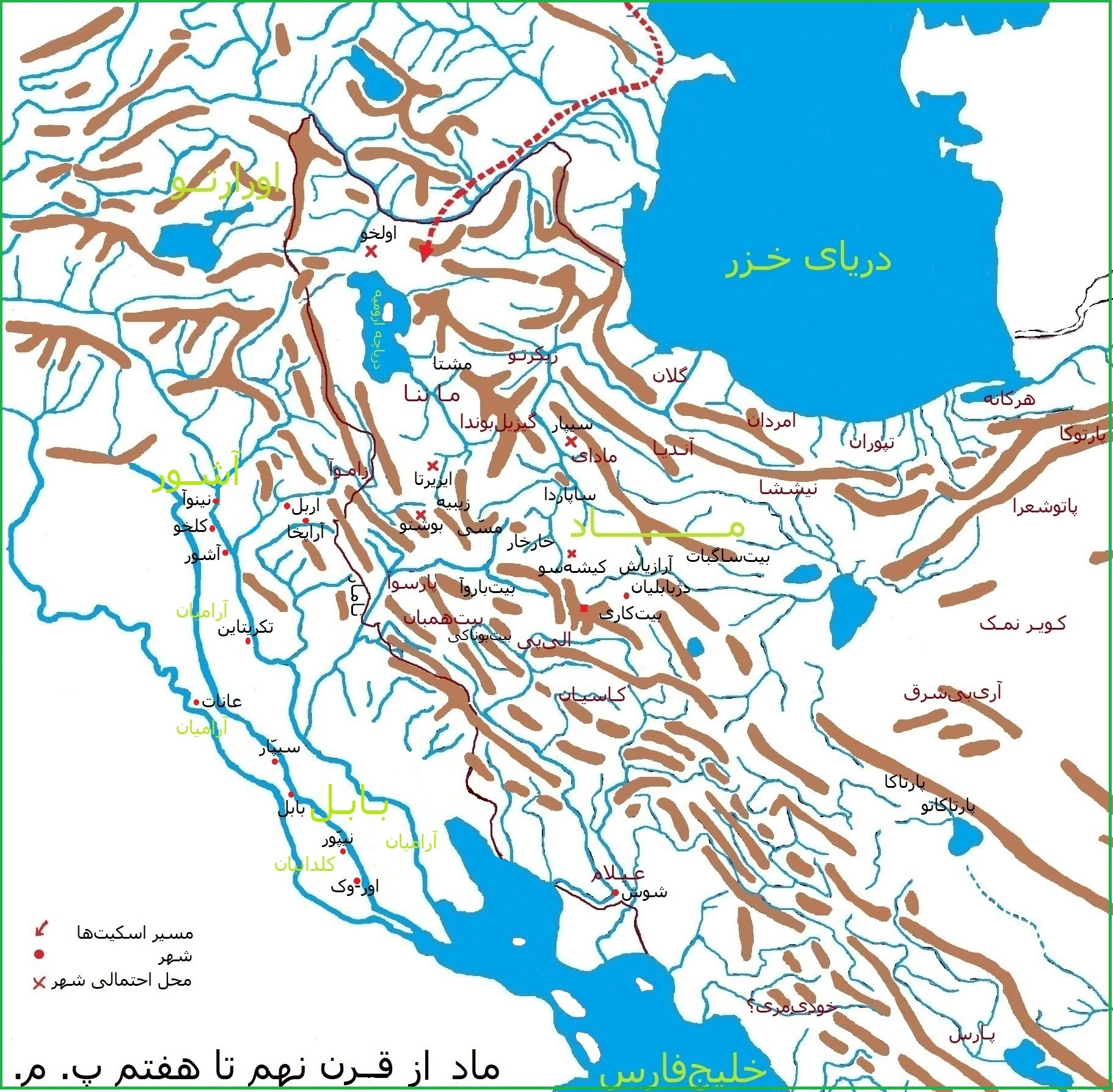
ماد و ماننا قرن ۹ تا ۷ پ. م.

مسی (Messi) عادتاً با کشور زاموآ و ناحیهٔ آمادای و به‌ویژه گیزیل بوندا ذکر می‌شود و مربوط می‌گردد. با ناحیهٔ قبیله ماننایی تائورلی نیز هم مرز بوده و بعدها ناحیهٔ مرزی ماننا در مرز پارسوا شناخته می‌شد.، 

## موقعیت دژ مسی‌یان
قلعهٔ بزرگ و کوهستانی مسو که مردم به سبب حملهٔ آشور ناسیراپال دوم - ۸۸۳ تا ۸۵۹ پ. م.- در آن پنهان شده بودند محتملا در خط مقّسم‌المیاه گیلزان و زاموا واقع بود و بعدها جزو ماننا شده بود. این قلعه در قسمت علیای رود جغتو قرار داشت.

### دومین حمله به مسی‌یان
شامشی آداد پنجم پادشاه آشور در سال - ۸۲۰ پ. م. -  از کوه کولار گذشت، هدایای تقدیمی پادشاه واقع در جنوب دریاچه وان  و قبایل ماننا و ساکنان پارسوا را اخذ و از کشور مسی‌یان عبور کرده به بخش علیای رود جغتو رفت. وی در این نقاط تعداد کثیری دام متعلق به مسی‌یان را تصرف کرد. جزو این دام‌ها گذشته از دام‌های شاخدار خُرد و کلان و خران و اسبان تعداد زیادی شتر دو کوهان که به تازگی در خاک ماد پدید آمده بودند و وجود داشت، گرفت . دهکده‌ها و نقاط مسکونی بسیاری را آتش زد و مسی‌یان تلفات زیاد دادند. آنگاه آشوریان به کوهستان گیزیل بوندا که ناحیهٔ مجاور دریاچه اورمیه را از سرزمین ویژهٔ ماد جدا می‌کرد، روی آوردند.